# KZ Jadovno

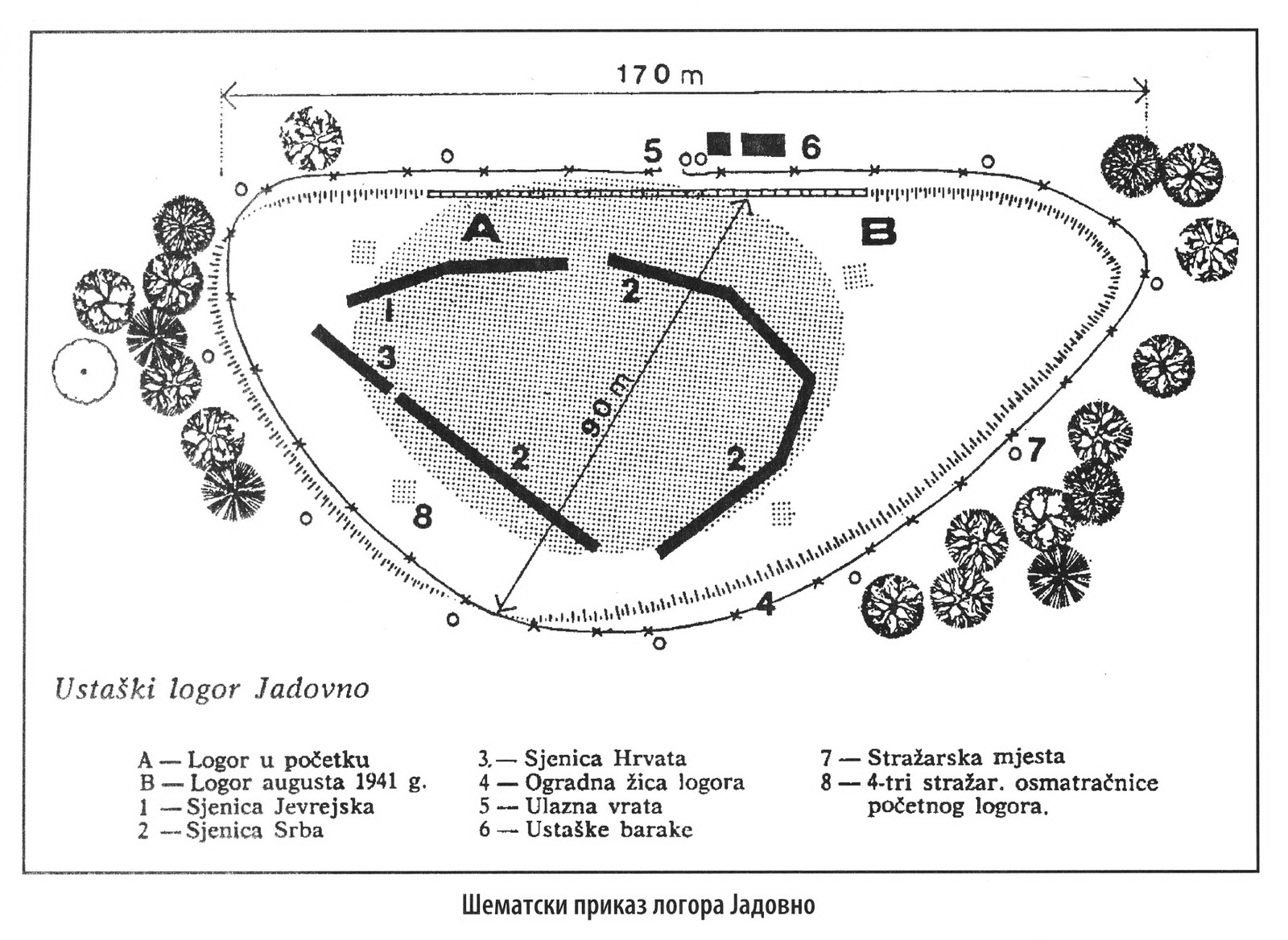
Übersichtskarte der KZ-Anlage

Das Konzentrationslager Jadovno (serbisch-kyrillisch Сабирни logor Јадовно Sabirni logor Jadovno) war während des Zweiten Weltkriegs das erste von um die 40 Konzentrations- und Internierungslagern im faschistischen Unabhängigen Staat Kroatien (NDH). Das von der kroatischen und rechtsextremen Ustascha zwischen Mai und August 1941 geleitete Lager befand sich in einer abgeschiedenen Gegend etwa 20 Kilometer von der Stadt Gospić. Die Zahl der Todesopfer, vor allem Serben, aber auch viele Juden, ist je nach Quelle und zeitlicher Veröffentlichung umstritten. Das Lager wurde am 21. August 1941 geschlossen und später an das faschistische Königreich Italien übergeben.

## Geschichte

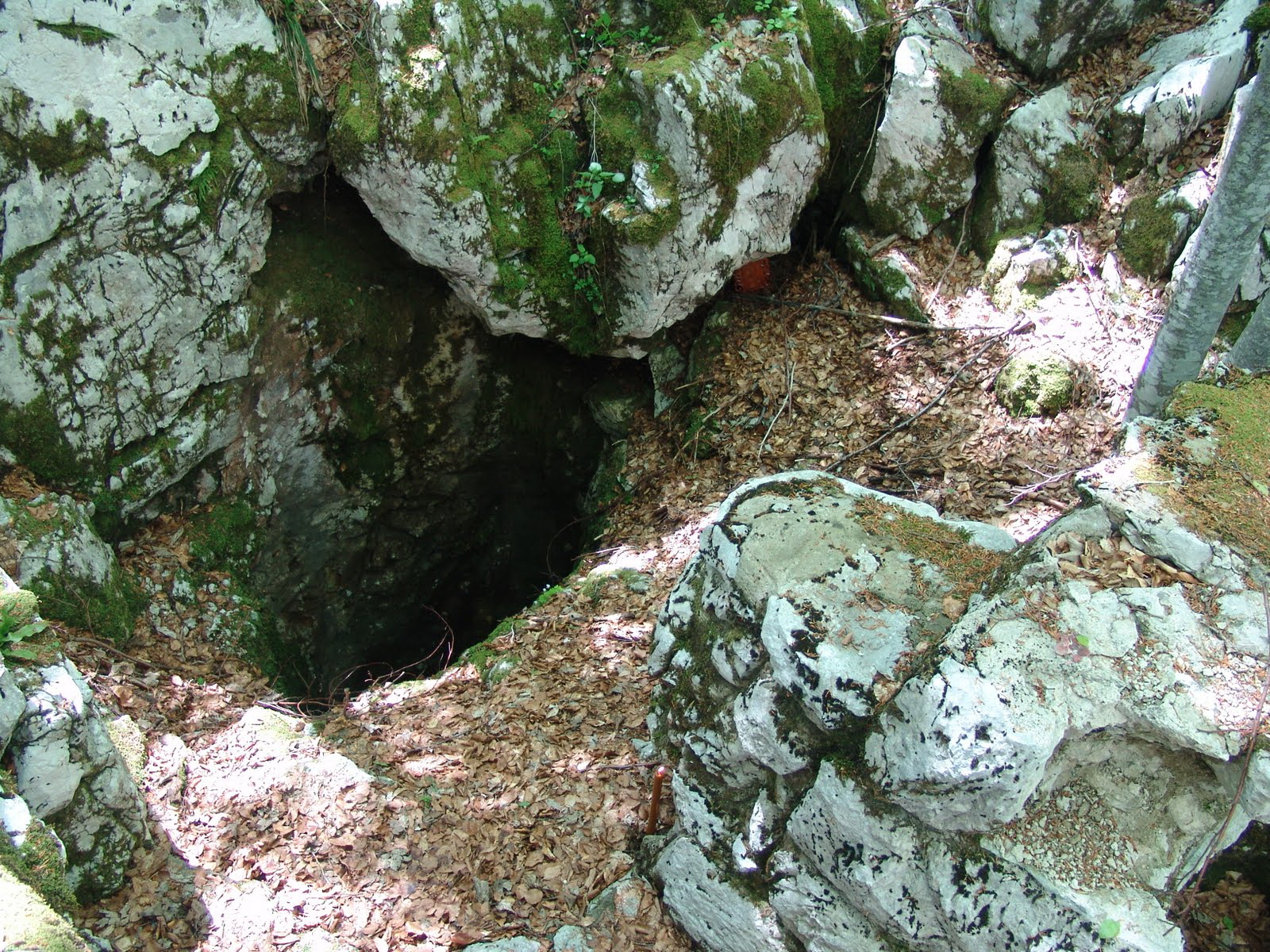
Die berüchtigte Šaran-Schlucht

Zahlreiche Leichen wurden in die Tiefe der Šaran-Schlucht geworfen, etwa einen Kilometer vom Lager entfernt. In der verkarsteten Umgebung gibt es noch weitere Schluchten, wo Menschen erschossen und Leichen hineingeworfen wurden.
In den 1990er Jahren wurden dort weitere Skelettreste entdeckt. Eine Gedenkveranstaltung zu Ehren der Opfer wird vom Serbischen Nationalrat (SNV) und der jüdischen Gemeinde Kroatiens sowie der lokalen antifaschistischen Bewegung seit 2009 am 24. Juni organisiert, der als „Tag des Gedenkens an die Opfer von Jadovno“ bezeichnet wird.
Ein Denkmal zum Gedenken an die Toten wurde 1975 errichtet und stand 15 Jahre, wurde jedoch 1990 von nationalistischen Kroaten zerstört. Eine Replik des ursprünglichen Denkmals wurde errichtet und 2010 eingeweiht, verschwand jedoch innerhalb von vierundzwanzig Stunden. Der Bau eines neuen Denkmals ist geplant, wurde jedoch von den lokalen Behörden bzw. der kroatischen Regierung bis jetzt nicht umgesetzt.

## Zahl der Opfer
Die Opferzahl im KZ Jadovno ist aus heutiger Sicht schwer festzustellen, da viele Internierte nicht registriert wurden und die Leichen direkt in die Schluchten geworfen wurden. Ebenfalls wurde eine relevante Anzahl an Gefangenen unmittelbar dort ermordet und hineingeworfen. Im Jahr 1964 gab eine Erfassung durch die Kommission zur Kriegsopfererhebung zum Zweiten Weltkrieg eine Zahl von 1.794 Opfern in Jadovno an. Das Ergebnis dieser Erfassung wurde erst 1989 veröffentlicht.
Nach der 1960er-Ausgabe der Enciklopedija Jugoslavije wurden mindestens 35.000 Menschen in Jadovno getötet, jedoch ging man eher von 50.000 bis 60.000 Toten aus. Nach einer militärischen Ausgabe der Enciklopedija Jugoslavije von 1967 schätzte man die Anzahl auf 72.000 ermordete Menschen. 1971 revidierte die Enciklopedija Jugoslavije schließlich die Zahl auf 72.000, die auch zur am häufigsten zitierten Schätzung von Jadovnos Mordopfern in den 1960er und 1970er Jahren wurde. 1983 schätzte der Eparch von Herzegowina und Primorska sowie serbisch-orthodoxe Theologe Atanasije Jevtić, dass dort 80.000 Menschen getötet wurden. Der kroatische Historiker Jozo Tomasevich bezeichnete die Schätzungen als übertrieben, denn diese sollten auf keine Dokumentation oder detaillierten Untersuchung beruhen. Tomasevićs Schätzungen lagen dagegen in den späten 1980er- und 1990er-Jahren zwischen 15.000 und 48.000 Opfern.
Eine 2007 durchgeführte Forschungsstudie des Historikers Đuro Zatezalo mit Einbeziehung von 17 Archiven schätzte die Gesamtzahl der Todesopfer im KZ Jadovno auf 40.123 (38.010 Serben, 1.998 Juden, 88 Kroaten und 27 weitere Personen) und identifizierte die Namen von 10.502 Opfern, davon waren 9.663 Serben, 762 Juden, 55 Kroaten und 22 andere. Dabei wurden 1029 Kinder identifiziert (1014 serbische und 15 jüdische), ebenso wie 55 serbisch-orthodoxe Priester. Da Jadovno über einen Zeitraum von 122 Tagen in Betrieb war, würde dies bedeuten, dass dort jeden Tag durchschnittlich 329 Menschen getötet wurden. Historiker Paul Mojzes unterstrich Zatezalos Daten.
Nach einer Untersuchung des Belgrader Museums für Opfer des Genozids an den Serben im NDH im Jahr 2009 wurden im KZ Gospić, im KZ Jadovno und im Raum der Stadt Pag zwischen 15.300 und 15.900 Menschen getötet. Die meisten Quellen erreichen in der Regel im Allgemeinen Zahlen von 10.000 bis 68.000 Todesfällen im Jadovno. Schätzungen über die Zahl der jüdischen Todesfälle reichen von einigen hundert bis 2.500 bzw. 2.800 Opfern.